# 天主教達魯-基永加教區
天主教達魯-基永加教區（拉丁語：Dioecesis Daruensis-Kiungana）是巴布亞紐幾內亞一個羅馬天主教教區，屬莫爾茲比港總教區。
1959年7月16日設達建宗座代牧區，1966年11月15日升為教區。1987年9月4日教座遷至基永加。
2006年有教友38,859人（佔轄區總人口24.7%）、十二個堂區、廿五名司鐸。現任教區主教為吉勒·科泰。